# Tkací stroj
Tkací stroj je mechanické zařízení k výrobě tkanin. Angličan Edmund Cartwright
 přišel v roce 1785 s vynálezem tohoto stroje vyvinutého na základě ručního tkalcovského stavu, známého asi od 4. tisíciletí před n. l.
Namísto tkací stroj se často používá označení tkalcovský (nebo tkací) stav, jak v hovorovém jazyce, tak i v odborné terminologii.
Na začátku 21. století bylo ve světě instalováno více než 5 milionů mechanických tkacích strojů, z toho (v roce 2008) 1,2 miliony bezčlunkových  a (v roce 2006) 4 miliony člunkových. V desetiletí 2005–2014 bylo nově instalováno cca 780 tisíc bezčlunkových a 14 tisíc člunkových strojů. 
Na výrobě tkanin se podílelo dále 4,6 milionů ručních stavů. 

## Funkce tkacího stroje

### Příprava materiálu ke tkaní
Materiál ke tkaní musí (mimo jiné) dosahovat určité pevnosti v tahu a v ohybu. Těmto podmínkám vyhovuje většina přízí z textilních vláken a dráty z některých kovů. Pevnost osnovních (obzvláště vlněných) přízí se často zvyšuje skaním.
Většina tkanin se barví až po odetkání, v rámci jejich úpravy – zušlechťování. Takovémuto zboží se říká kusobarevné. U pestře tkaného zboží se předkládají tkacímu stroji příze v různých barvách a osnovní nitě na džínové tkaniny (pravý blue denim) jsou kompletně obarveny indigem.

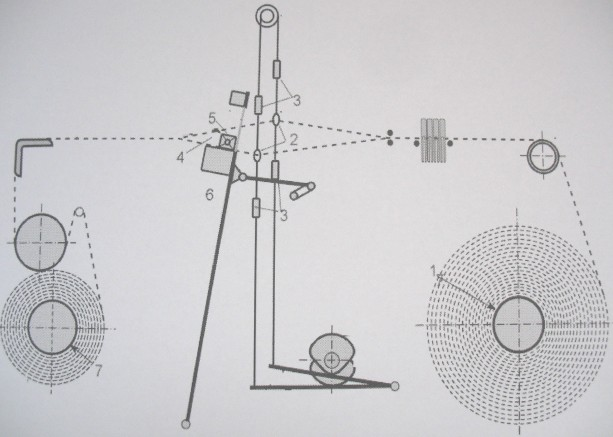
Hlavní části tkacího stroje

Osnovní příze se po nasnování (snímek (1))
z cívek na osnovní vály šlichtují a jednotlivé nitě (v počtu několika tisíc) se musí před tkaním provléknout nitěnkami a paprskem tkacího stroje. Tomuto procesu se říká navádění a navlékání do nitěnek se nazývá „návod do brda“.
Útek se dodává zpravidla nasoukaný na cívkách, ze kterých se při tkaní odvíjí.

### Princip tkaní
Na vedlejším náčrtu je schematicky znázorněno zhotovení tkaniny:
Osnova se odvíjí z osnovního válu (1), jednotlivé niti procházejí nitěnkami (drátěnými očky 2), které jsou zavěšeny na listu (3). Soustava listů tvoří tzv. brdo, jehož úkolem je zdvihat jednotlivé listy a vytvořit tak prošlup (4), kterým prochází zanašeč útku (5). Osnovní niti jsou dále vedeny paprskem (6), který udržuje osnovu v patřičné šíři a přirazí každý zanesený útek k hotové části tkaniny. Tato se navíjí na zbožový válec (7).

## Druhy tkacích strojů
Podle produkčního určení se dají rozlišovat 
- univerzální stroje, na kterých se dá zhotovit naprostá většina druhů tkanin
- speciální stroje, konstruované pro výrobu jedné skupiny tkanin

### Univerzální tkací stroje

#### Prošlupní ústrojí
- U jednoduchého ústrojí je zdvih listů řízen pohybem vaček, vazební střída může obsahovat maximálně 6 útků.

- Tzv. listovky pracují až se 30 brdovými listy s možností programování komplikovaných vazeb osnovy s útkem.

- Vzory v téměř neomezené velikosti lze zhotovit za pomocí žakárového prošlupního ústrojí, ve kterém jsou jednotlivé nitěnky zavěšeny na zdvižných šňůrách ovládaných platinami (snímek (2)).

#### Prohoz (zanášení útku mezi osnovní niti)
- V 18. století byl vynalezen „létající člunek“, který se k zanášení útku výhradně používal až do poloviny 20. století (snímek (3)). Člunek se prohazuje prošlupem za současného odvíjení útkové příze z cívky, která je v něm nasazena. Člunkovým prohozem se může zatkávat maximálně asi 500 metrů útku za minutu. V roce 1850 bylo ve světě instalováno 400 000 strojů, v roce 1900 jich bylo v provozu 2 miliony [7] a na začátku 21. století se používaly stroje s člunkovým prohozem např. v Indii z 98 %, v Pákistánu z 95, v Číně z 93 a v Rusku z 22 %. [4]
- Na strojích s jehlovým prohozem se útek odvíjí z křížových cívek, nit odstřižená na šířku tkaniny je vedena prošlupem jednou nebo dvěma jehlami (snímek (4)). Jehly mohou být pevné nebo ohebné [8] (na nákresu jsou znázorněny pevné jehly).

Stroje s jehlovým prohozem se začaly vyrábět v roce 1930 , na začátku 21. století dosahovalo zatkávání útku maximálně cca 1500 m/min. 
- Pneumatický prohoz (snímek (5)) pracuje se zanášením útku stlačeným vzduchem (cca 0,7 Mpa). Vedle hlavní trysky udržují tlak tzv. štafetové trysky. [11] První stroje tohoto druhu pocházejí z roku 1951, v roce 2011 dosahovaly maximálního výkonu 3000 m/min. [12]
- Skřipcový prohoz se zakládá na dopravě útkové niti člunečkem (viz snímek (6)), který se po průchodu prošlupem vrací (na transportním pásu) do původní polohy. [13] Tyto stroje se začaly vyrábět v roce 1954, max. výkon v roce 2007 obnášel asi 1500 m/min.

- Hydraulický prohoz útku je umožněn vodním paprskem, který je vstřikován čerpadlem umístěném na každém stroji. Stroj se dá použít jen pro tkaní syntetických materiálů. [14] Vynálezce V. Svatý získal patent na hydraulický prohoz v roce 1949, [15] stroje se začaly vyrábět v roce 1954, na začátku 21. století dosahují výkonu kolem 3000 m/min.
- Víceprošlupní tkací stroj byl ve druhé polovině 20. století vyráběn v několika variantách, ve 2. dekádě 21. století však nejsou známa z praktického použití žádná zařízení tohoto druhu.

Rovinný víceprošlupní stroj měl několik sekcí listovek, které se pohybovaly ve vlnách vedle sebe. Na prototypech se dalo zatkávat za minutu až 3000 metrů útku.
Bubnový stroj měl na obvodu 12 kompletních prošlupních zařízení za sebou. Prototypy stroje dosahovaly v praktických provozních podmínkách výkonu do 6000 metrů zatkaného útku za minutu. Vývoj stroje byl však v roce 2005 zastaven.
- Pestrobarevné tkaniny s útkem ve 4 až 12 různých barvách se dají vyrábět mimo strojů s hydraulickým prohozem na všech druzích tkacích strojů.[16]

Maximální výkon strojů v závislosti na způsobu zanášení útku (Stav ve 2. dekádě 21. století):
| Způsob prohozu      | člunek | člunek | jehla | jehla | hydraulika | hydraulika | skřipec | skřipec | pneuma | pneuma |
| Produkce v m2 / hod | 15     | 15     | 30    | 30    | 35         | 35         | 40      | 40      | 55     | 55     |

(Ve stejném období dosahují osnovní pletací stroje až 1200 m2/hod a zařízení na netkané textilie spunlace 48 000 m2/hod) 

### Speciální tkací stroje
jsou stroje s přídavnými zařízeními nutnými např. ke tkaní plyšů, froté, koberců, záclonovin, stuh apod.

#### Stroj nasmyčkové tkaniny
Tkanina sestává ze základní a smyčkové osnovy a útku. Smyčky se tvoří střídáním tzv. nedorazů bidla s plnými přírazy útku k hotové tkanině.
Stroje z prvních let 21. století pracují např. při prac. šířce do 360 cm s rychlostí 1350 m útku/min. 

#### Stroj naprutové plyše
Stroj je určen k výrobě osnovních plyšů, tkanina sestává ze základní vlasové osnovy a útku. S pomocí zvláštního zařízení se mezi základní a vlasovou osnovu vsouvá a vysouvá 12 až 20 ocelových prutů, kolem kterých se tvoří z vlasové osnovy smyčky.
Pro tkaní prutových koberců (buklé nebo vilton) se používají stroje se dvěma prošlupy nad sebou. Pruty se zde vkládají do horního prošlupu, dolním prošlupem se zatkává výplňkový útek. 
Mechanický stav na prutové plyše byl patentován v roce 1851. Na začátku 21. století se udával praktický výkon na stroj např. při tkaní viltonských koberců o šířce 4 m: 110 obr./min., 66 m2/hod 

#### Dvojplyšový stroj
Na stroji se zhotovují nad sebou dvě základní tkaniny spojené vlasovou osnovou. Spojení se přímo na stroji rozřezává a tak vzniká na obou tkaninách plyšový povrch. Výrobnost stroje je několikrát vyšší než u prutových stavů. Na dvouplyšových strojích se často instaluje žakárové zařízení. 

#### Stroj na výrobuskřipcových axminsterů
Na stroji se kombinuje technika tkaní a mechanického vázání koberců. Funkce stroje: Speciální skřipec vytahuje ze zásobníku vlasové niti nastříhané na požadovanou délku a ukládá je na základní tkaninu, kde se zachycují útkem na vazné osnově. Výběr barev a jednotlivých ústřižků nití je řízen žakárovým ústrojím.
Stroje ze začátku 21. století mohou např. při šířce 4 m zatkávat rychlostí cca 100 útků/min. vlasové niti ve 12 barvách.

#### Stroj na tkaníperlinek
Stroj má tři paprsky: na stojitou nit, na obtáčecí nit a paprsek na přirážení útku.
Tkanina sestává z nosné a vazné osnovy, dá se vyrábět s hustotou do 30 nití na cm, vazba má vyšší odpor proti posuvu nití o faktor 1,7. Např. stroje s pneumatickým prohozem mohou vyrábět tkaniny až 538 cm široké při obrátkách do 720/min. 

#### Kruhový tkací stroj
(snímek (7))
je jediné víceprošlupní tkací zařízení, které se dlouhodobě prosadilo (rovinné a bubnové víceprošlupní stavy se začátkem tohoto století přestaly vyrábět). Princip: Listy prošlupního ústrojí jsou rozděleny do sekcí, uzavírání a otvírání prošlupu probíhá ve vlnách.
Stroje se začaly vyrábět v roce 1897, stroje z roku 2012 zatkávají až 1000 metrů útku za minutu do hadicovité tkaniny s obvodem max. 4,5 m. 

#### Stroj na tkanístuhalan
- Člunkové stavy se staví s prohozem útku v jednom až osmi čluncích na jednu otáčku stroje na stuhy o šířce do 50 cm při max. 300 ot./min. [24] Dá se na nich dosáhnout hustota až 220 útků/cm.

- Stroje s jehlovým prohozním ústrojím (snímek(8)) zanáší útek do osnovy jednou nebo dvěma jehlami rychlostí až 1300 prohozů/min., kraje stuhy se zpevňují propletením dvou sousedních útků s pomocí jazýčkové jehly. Konstrukce stroje je často zaměřena na určitý druh stuh (elastické stuhy, suché zipy apod.). [25]

- Na speciálním jehlovém stroji (z roku 2009) se dají tkát šňůry a lana s tloušťkou do 7 mm. S obrátkami do 2000/min se na šestihlavém stroji dá vyrobit cca šestinásobné množství oproti srovnatelným splétacím strojům. [26]

#### Stroj na kovové tkaniny
Konstrukce je velmi podobná strojům na textilní tkaniny. Např. stroje s jehlovým prohozem (ohebné jehly) s pracovní šířkou do 4,2 m mohou zpracovávat dráty o průměru 0,05–1,6 mm s výkonem cca 400 metrů útku za minutu.  Nejjemnější kovové filtry se tkají z drátu s tloušťkou 0,025 mm se 40 000 očky na cm2 (což odpovídá dostavě 200/200).

## Galerie tkacích strojů

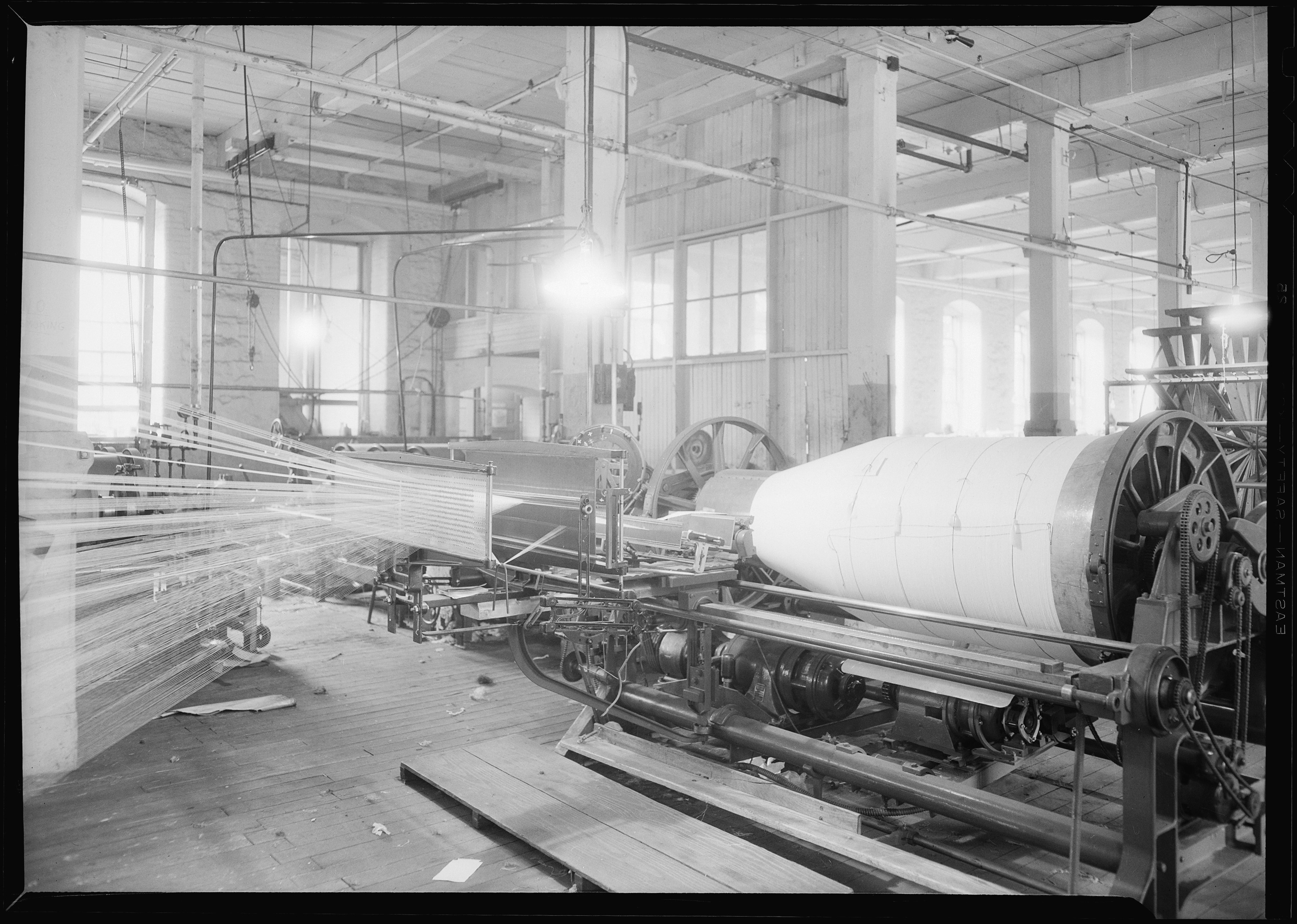
(1)Pásové snovadlo z 1. poloviny 20. století
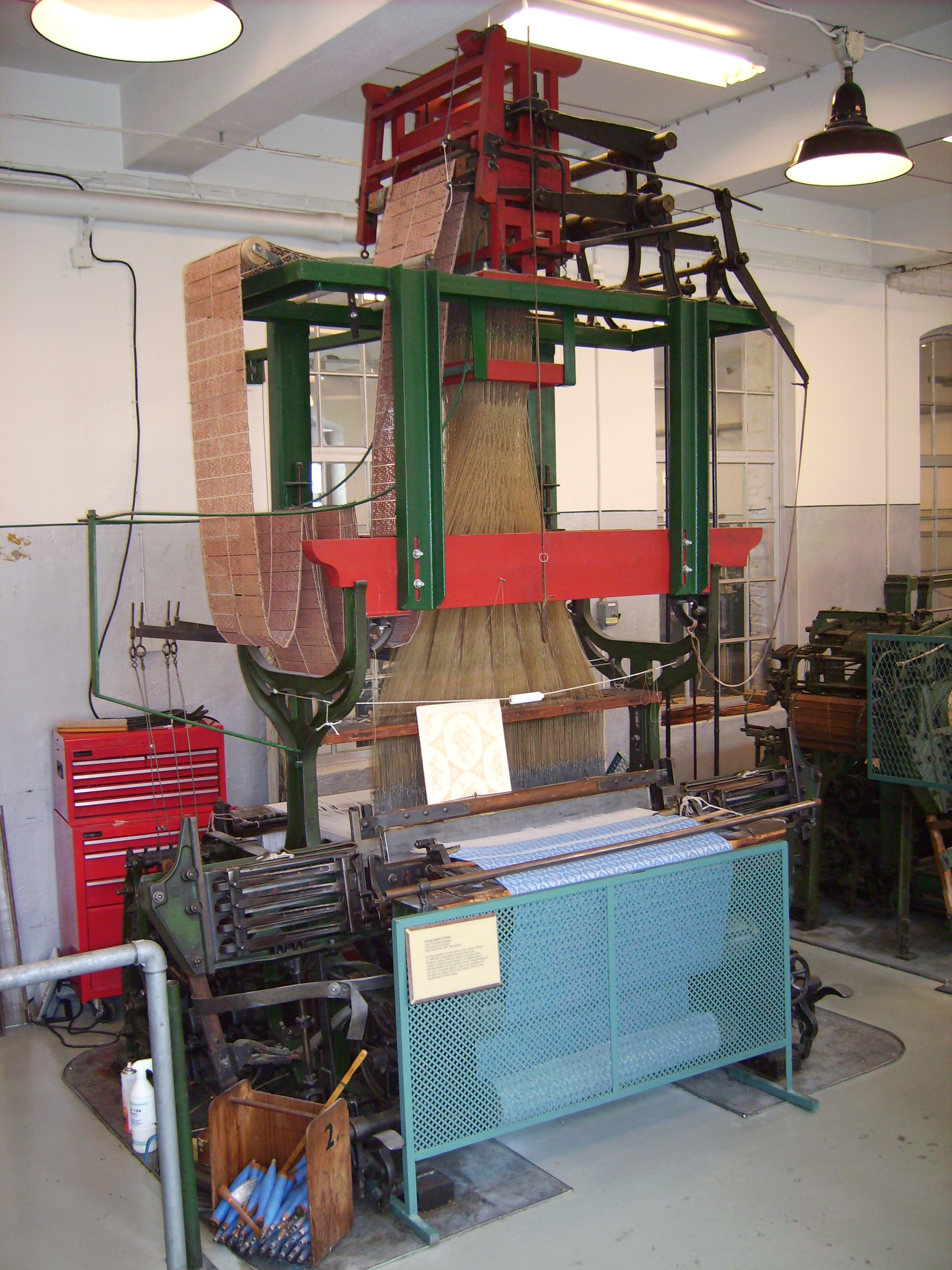
(2)Stroj s člunkovým prohozem a s žakárem
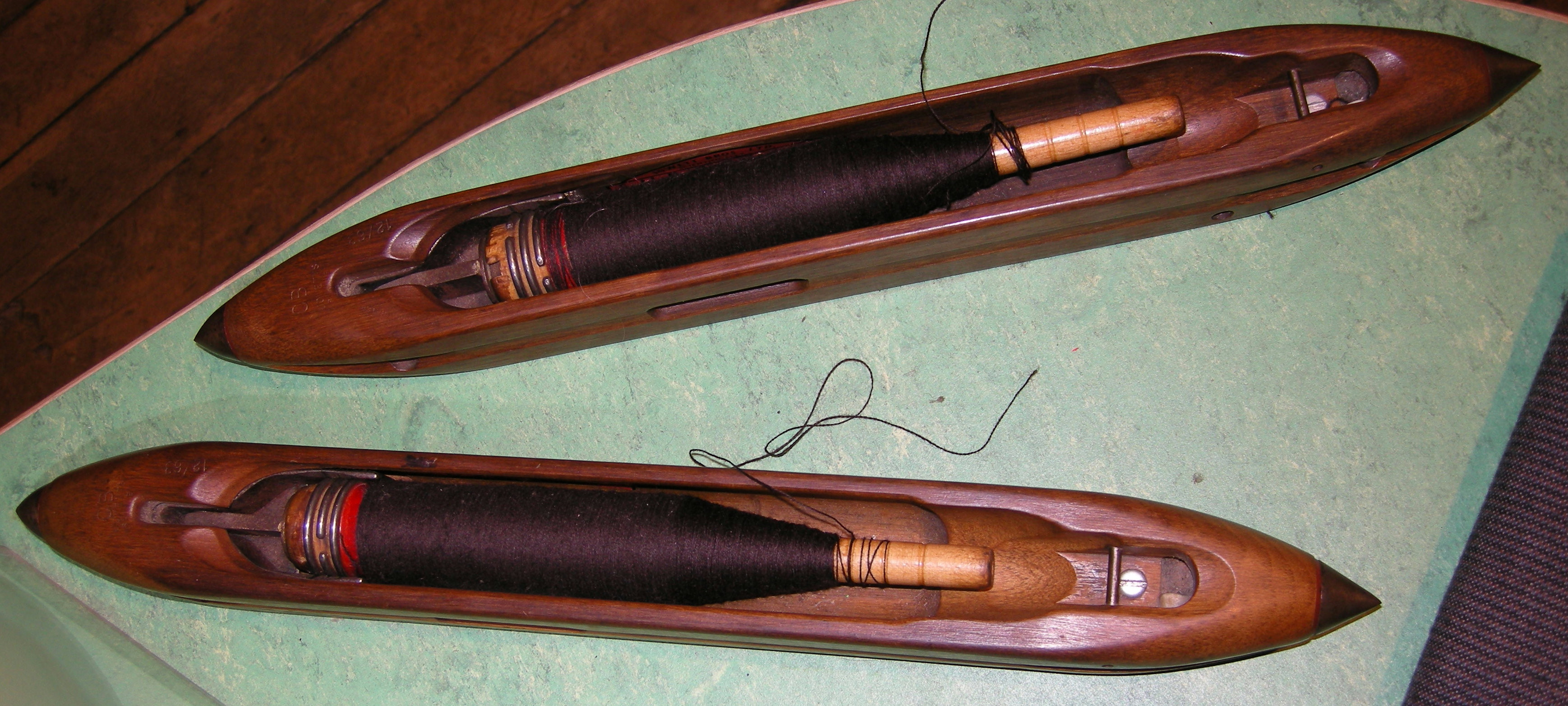
(3)Člunky s přízí na kanetách
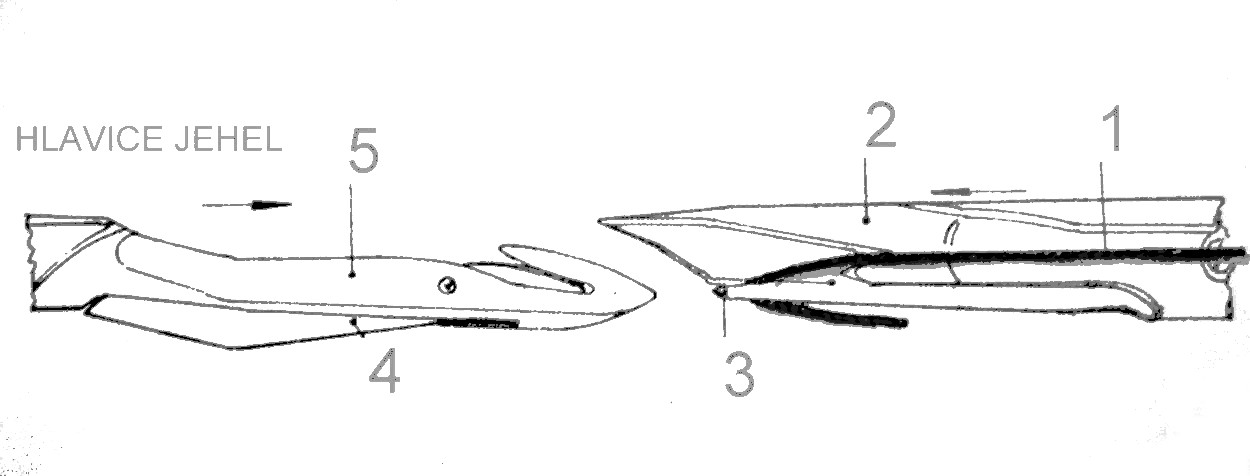
(4)Předávání útku na jehlovém tkacím stroji
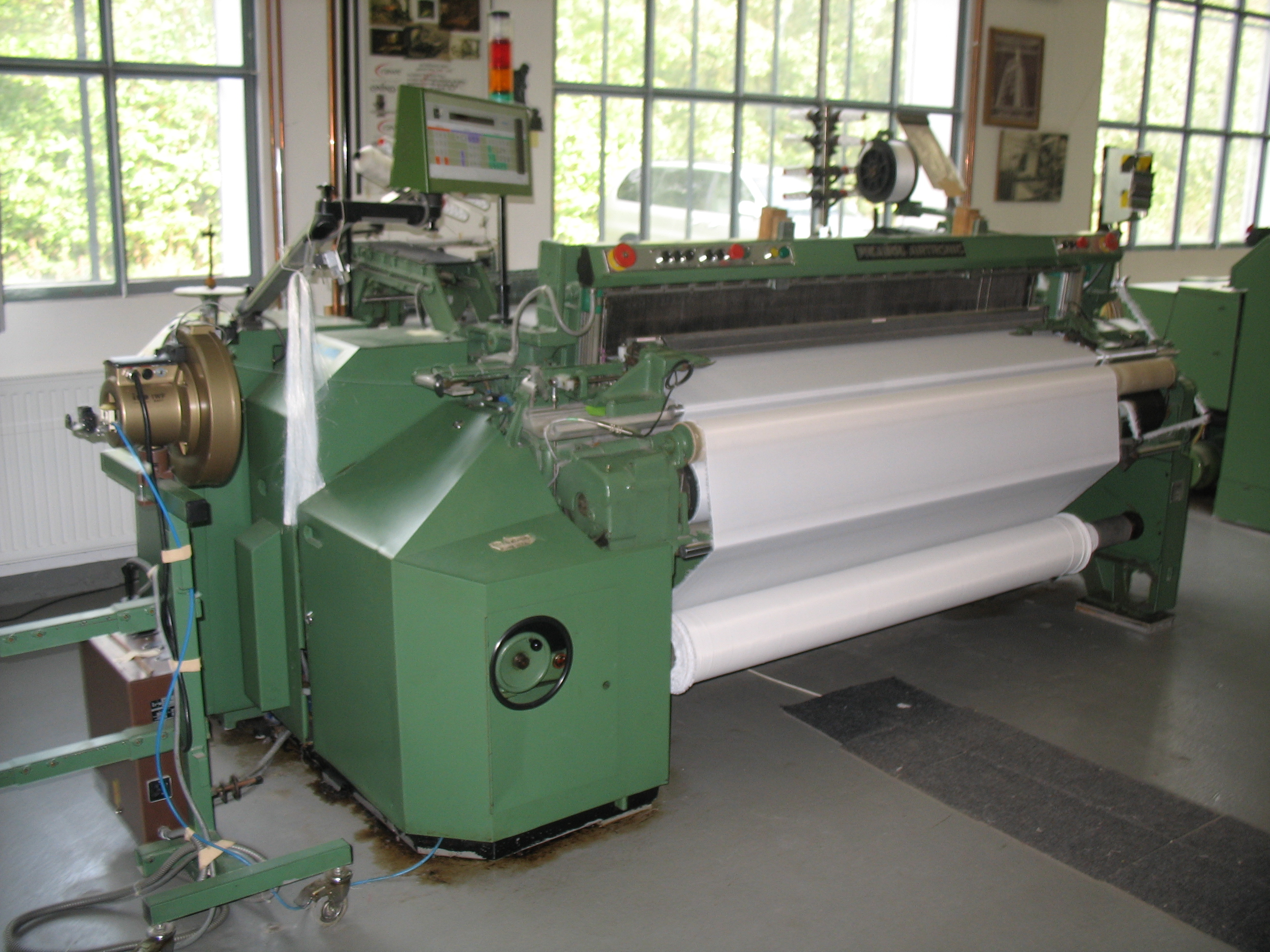
(5)Stroj s pneumatickým prohozem (z roku 1988)
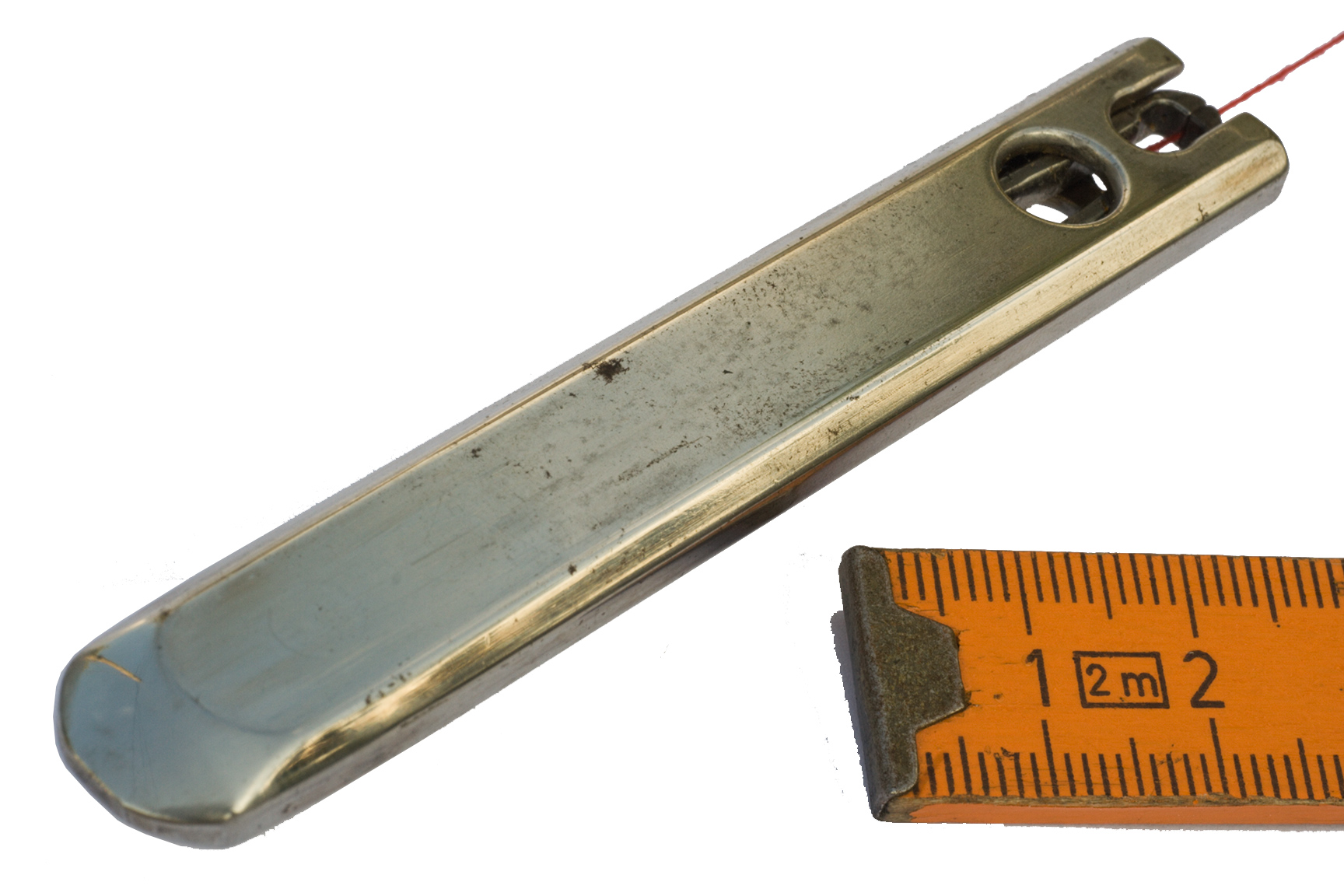
(6) Skřipec s útkovou nití
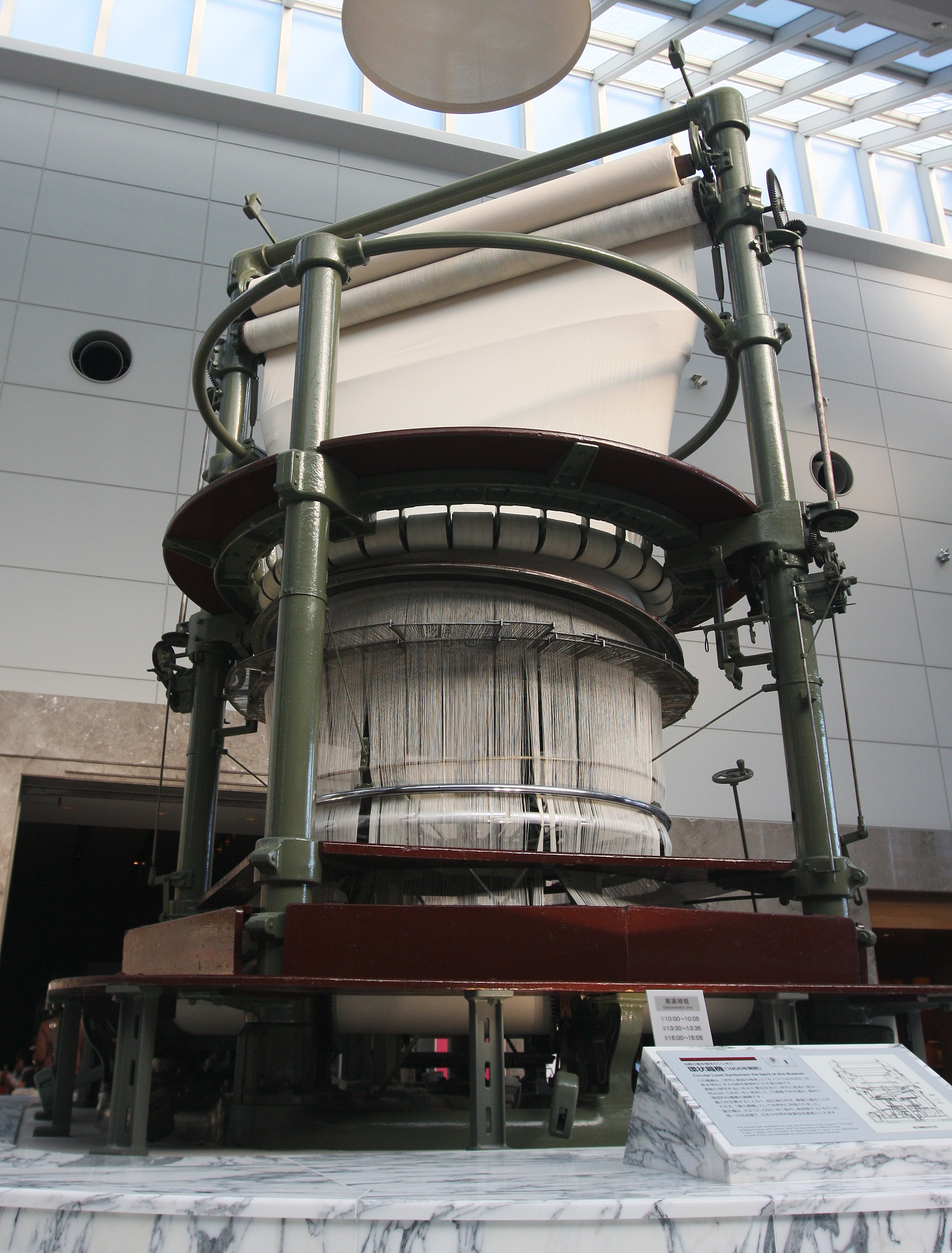
(7) Kruhový tkací stroj z roku 1906
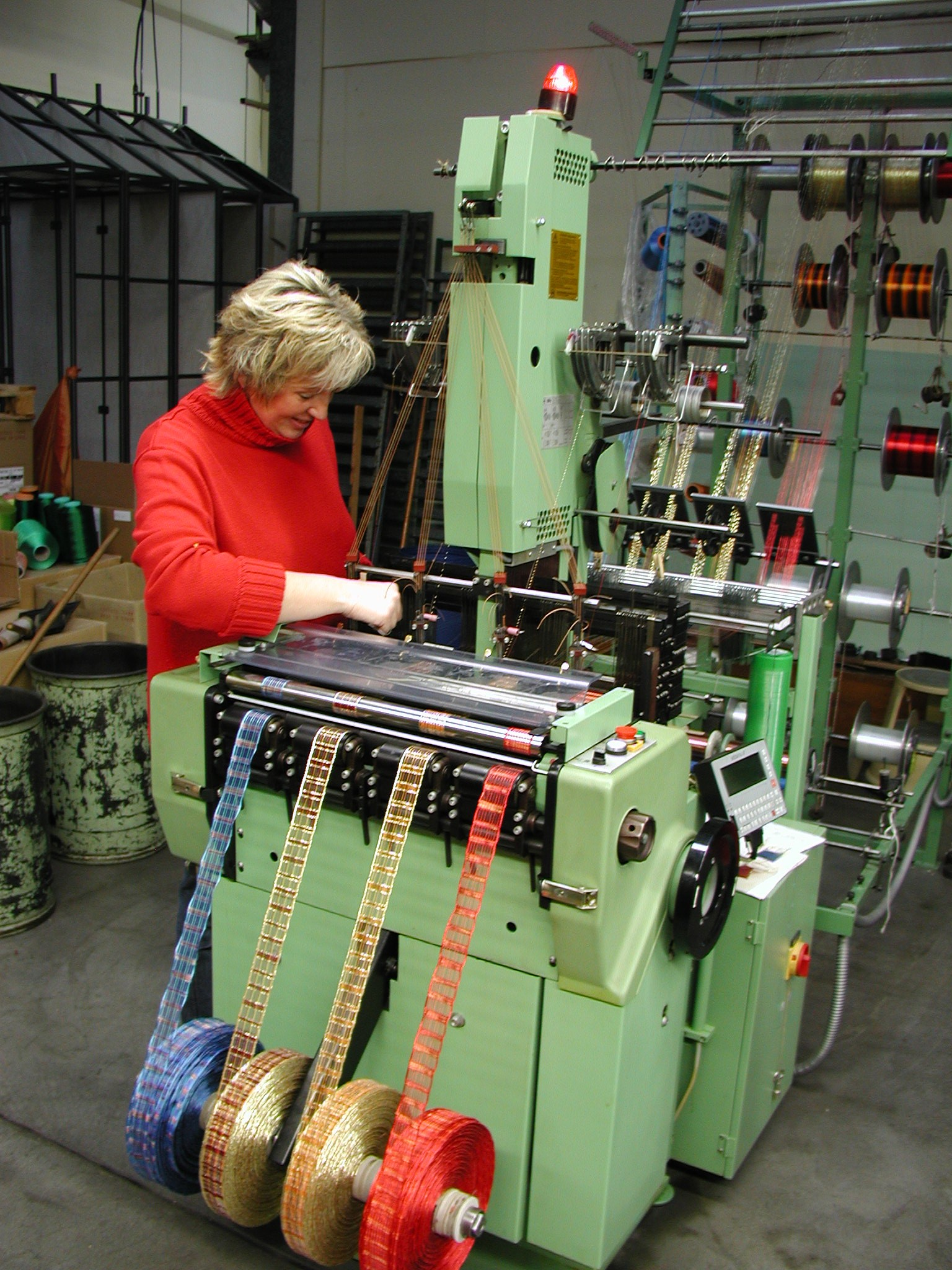
(8) Stroj s jehlovým prohozem na výrobu stuh